# Pacholęta
Pacholęta (do 1945 niem. Pakulent) – wieś w Polsce położona w województwie zachodniopomorskim, w powiecie gryfińskim, w gminie Widuchowa.
31 grudnia 2008 r. wieś miała 132 mieszkańców.
Wieś o średniowiecznym rodowodzie z dobrze zachowanym planem owalnicy. Położona w odległości 3 km na wschód od skrzyżowania z drogą krajową nr 31 Gryfino–Widuchowa.
W latach 1975–1998 miejscowość administracyjnie należała do województwa szczecińskiego.
W pobliżu wsi jest przystanek kolejowy Pacholęta.